# District (Engeland)

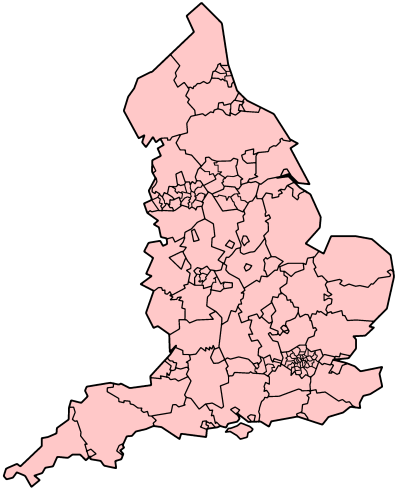
Districtenindeling Engeland

Een district (of bestuurlijk gebied; Engels: local authority district, afgekort: LAD) kan worden vergeleken met een gemeente in België of Nederland. LAD 's hebben een verantwoordelijkheid bij huisvesting, gezondheidszorg, het inzamelen van belastingen etc.
In Engeland bestaan er vier verschillende types LAD. Soms worden ze aangeduid met boroughs, city of koninklijke boroughs, maar dat heeft geen directe invloed op de bestuursvorm van het LAD.

## Typeslocal authority district (LAD)
- 1. Stedelijke districten (metropolitan district, 36), zie Stedelijke en niet-stedelijke graafschappen van Engeland
- 2. Niet-stedelijke districten (non-metropolitan district, 192), zie Stedelijke en niet-stedelijke graafschappen van Engeland
- 3. Unitaire autoriteit (unitary authority, 56)
- 4. Borough van Londen (London borough, 33)

Local authority district (LAD), 317 totaal.
Op 01/04/2020 werden 4 niet-stedelijke districten samengesmolten tot één unitaire autoriteit: Buckinghamshire (unitary authority). Toen waren er dus nog 314 LAD's in Engeland.
Op 01/04/2021 worden 7 niet-stedelijke districten samengesmolten tot twee unitaire autoriteiten: North Northamptonshire, en: West Northamptonshire.